# Eppie Wietzes
Egbert "Eppie" Wietzes (Assen, 28 mei 1938 - 10 juni 2020) was een Canadees autocoureur van Nederlandse afkomst. Wietzes reed tweemaal in de Formule 1: in 1967 voor Lotus (teammaten: Graham Hill, Jim Clark, Mike Fisher), en in 1974 voor Team Canada F1 Racing in een Brabham (teammaten: Carlos Reutemann, Carlos Pace, John Watson, Ian Ashley). Hij slaagde er in beide seizoenen niet in om punten te behalen. Hij werd lid van de eregalerij Canadian Motorsport Hall of Fame in 1993.